# Lola Beer Ebner Sculpture Garden

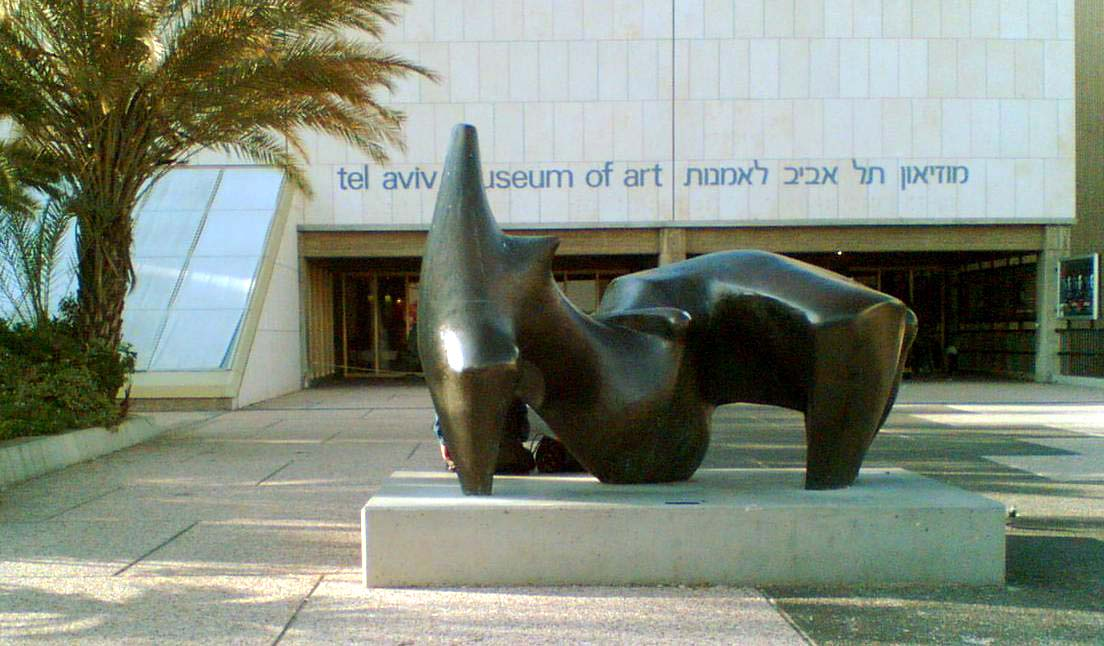
Henry Moore

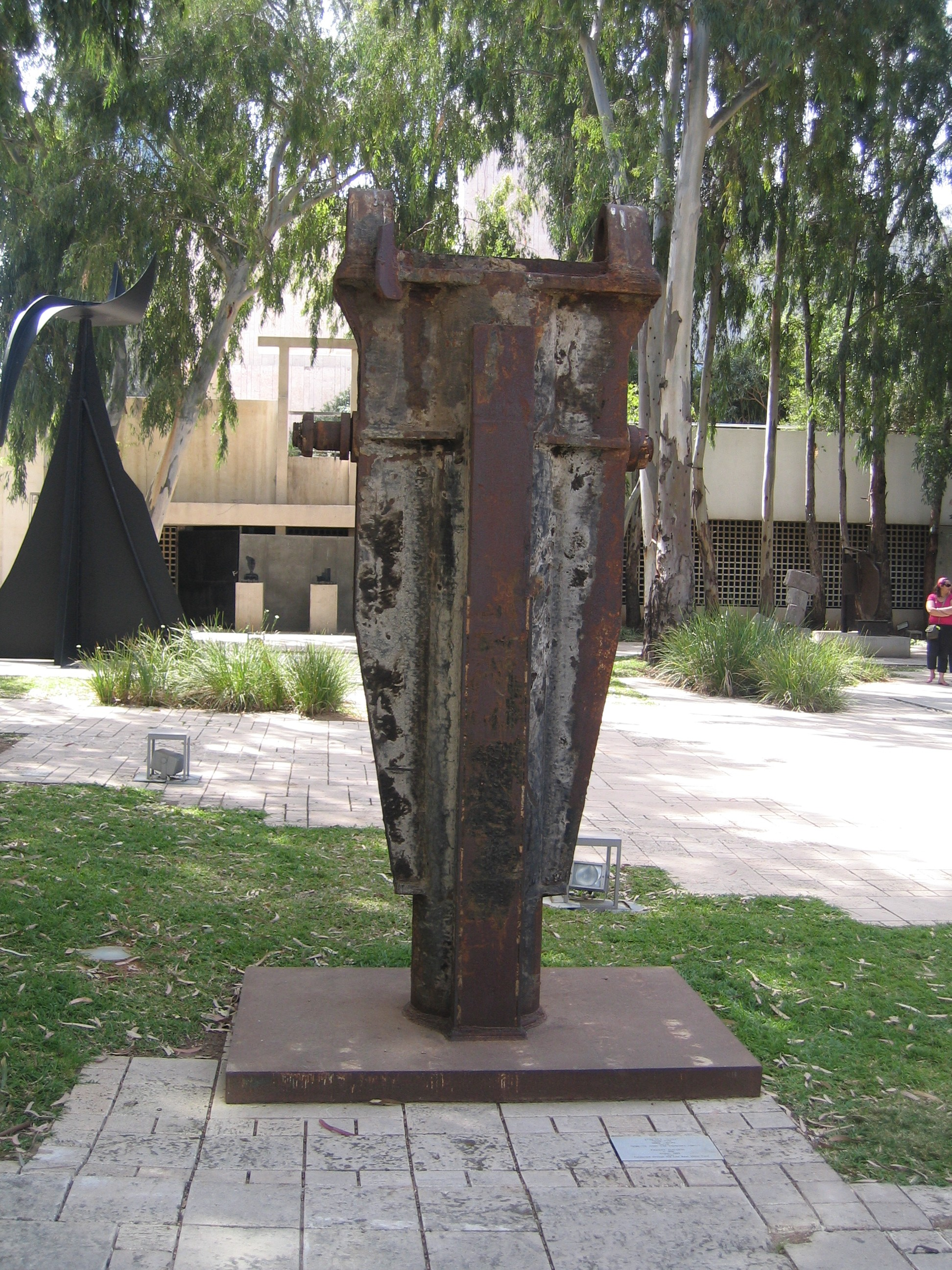
Angel (1993) Ya'acov Dorchin

Der Lola Beer Ebner Sculpture Garden (Gan ha-Psalim al Schem Lola Ebner le-Secher Dolfi Ebner, גַּן הַפְּּסָלִים עַל שֵׁם לוֹלָה אֵבְּנֶר לְזֵכֶר דּוֹלְפִי אֵבְּנֶר ‚Skulpturengarten auf Namen Lola Ebners in Gedenken Dolfi Ebners‘) ist Teil des Tel Aviv Museum of Art, das 1932 in der heutigen Independence Hall gegründet wurde und seit 1971 an den Sderot Scha'ul ha-Melech (שְׂדֵרוֹת שָׁאוּל הַמֶּלֶךְ deutsch ‚König-Saul-Allee‘, englisch King Saul Avenue) in Tel Aviv gelegen ist. Den Skulpturenpark stiftete Lola Beer Ebner, geb. Carola Zwillinger (1910–1997), in Gedenken ihres zweiten Gatten Adolph 'Dolfi' Ebner (1915–1997). Der Skulpturenpark öffnete 1999 seine Pforten.

## Skulpturensammlung
Die Sammlung umfasst unter anderen Werke von:
- Arman
- Dan Graham
- Menashe Kadishman
- Henry Moore
- Anthony Caro
- Jacques Lipchitz
- Chana Orloff
- Itzhak Danziger
- Dov Feigin
- Ya'acov Dorchin

## Fotogalerie

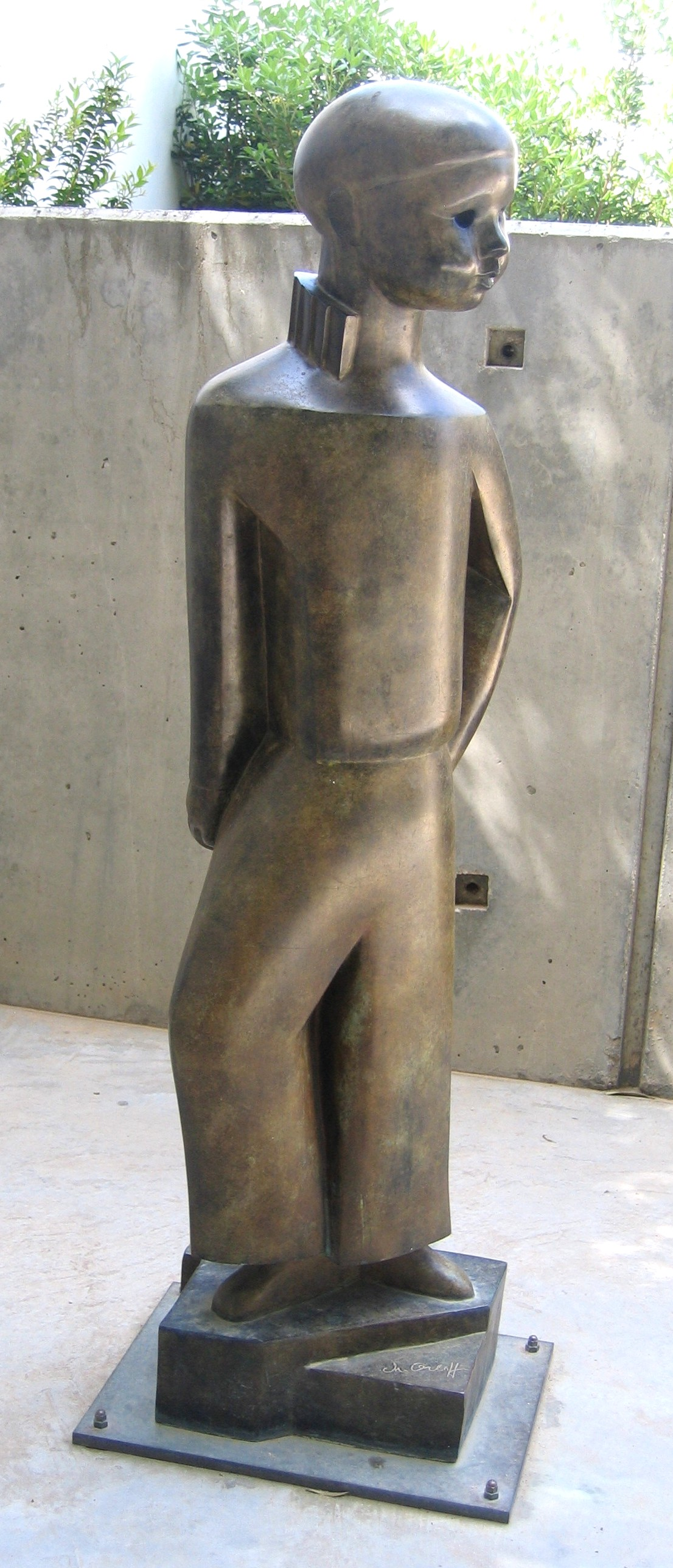
My Son (1924) von Chana Orloff
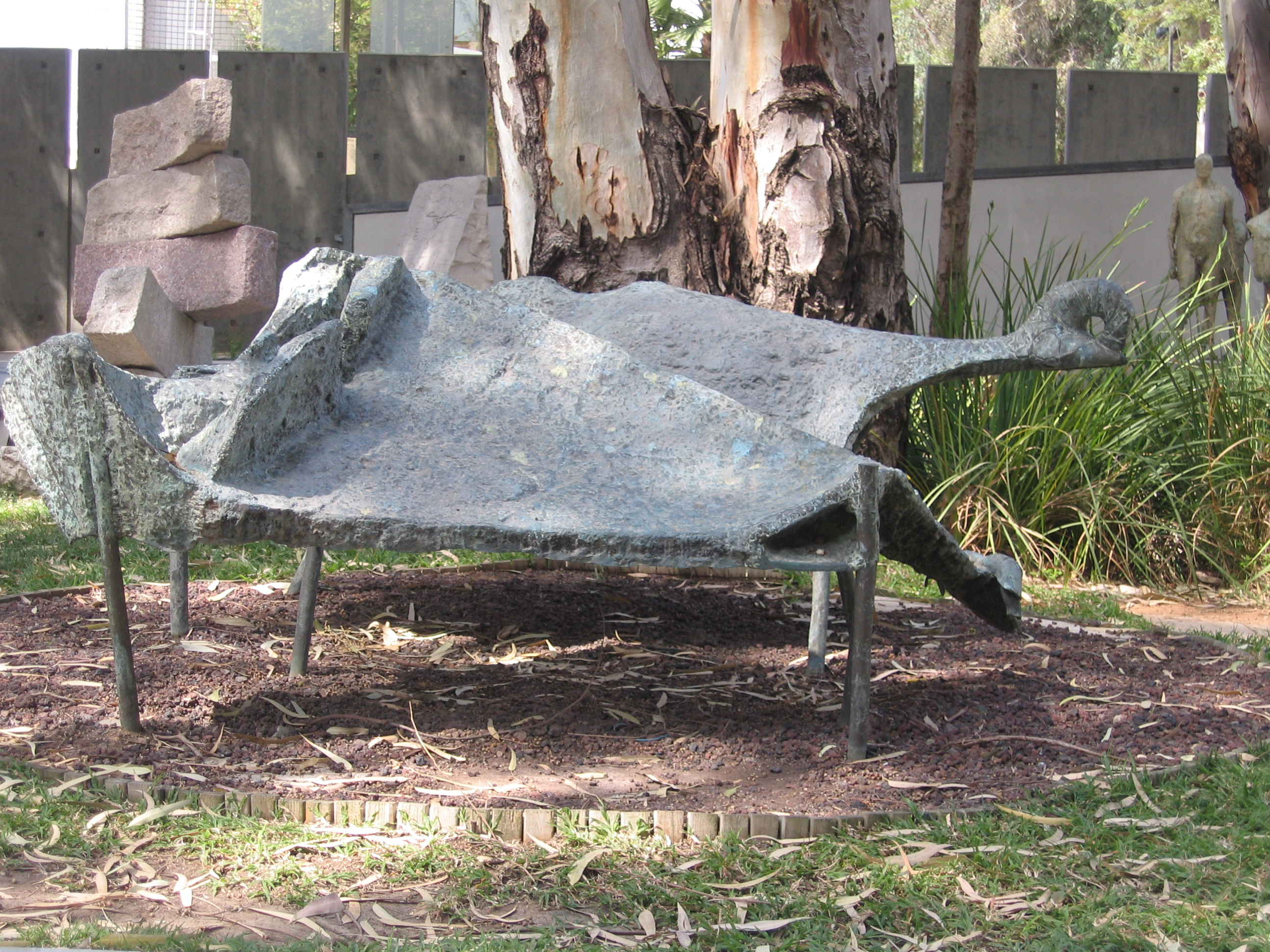
Sheep von Itzhak Danziger
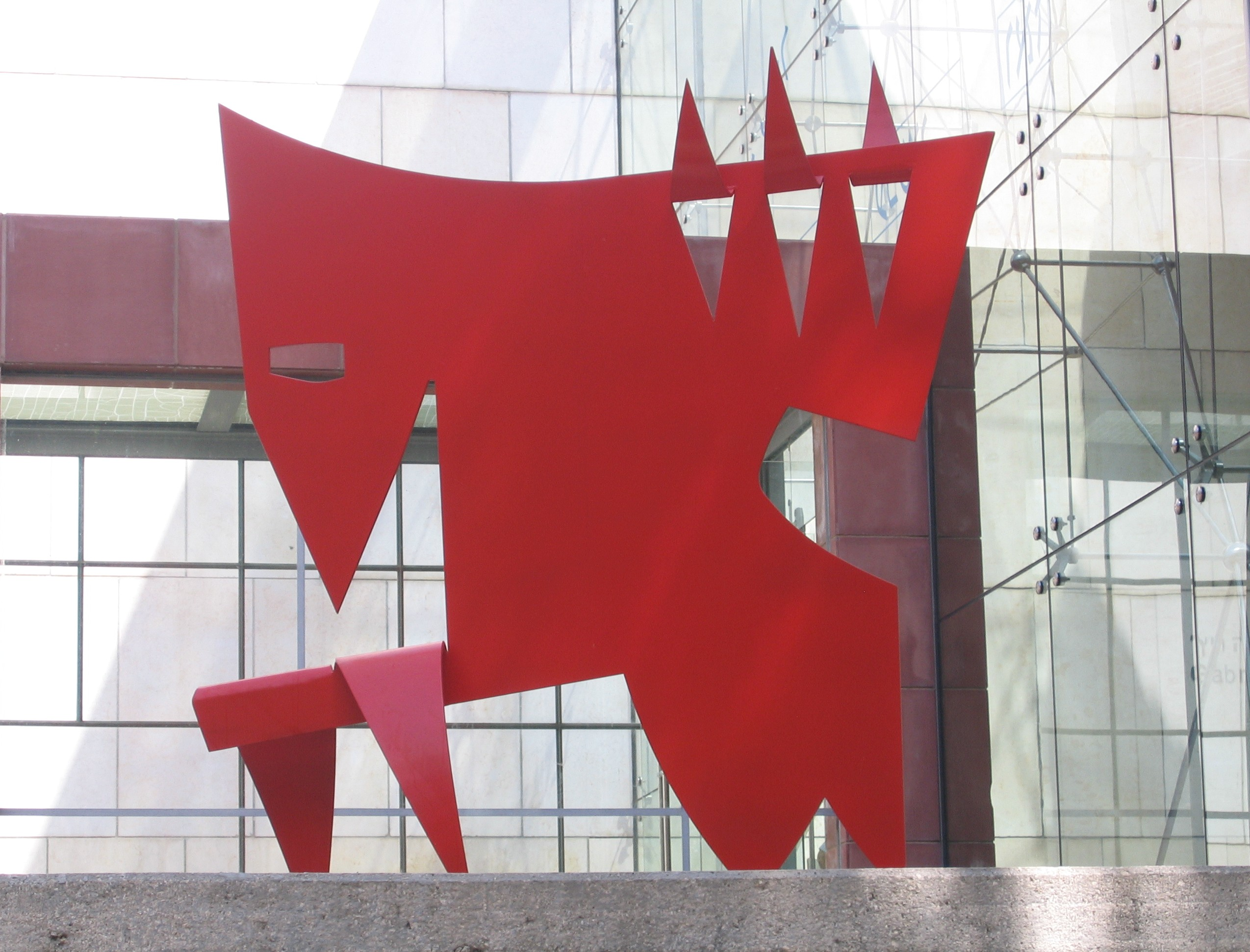
Animal (1958) von Dov Feigin
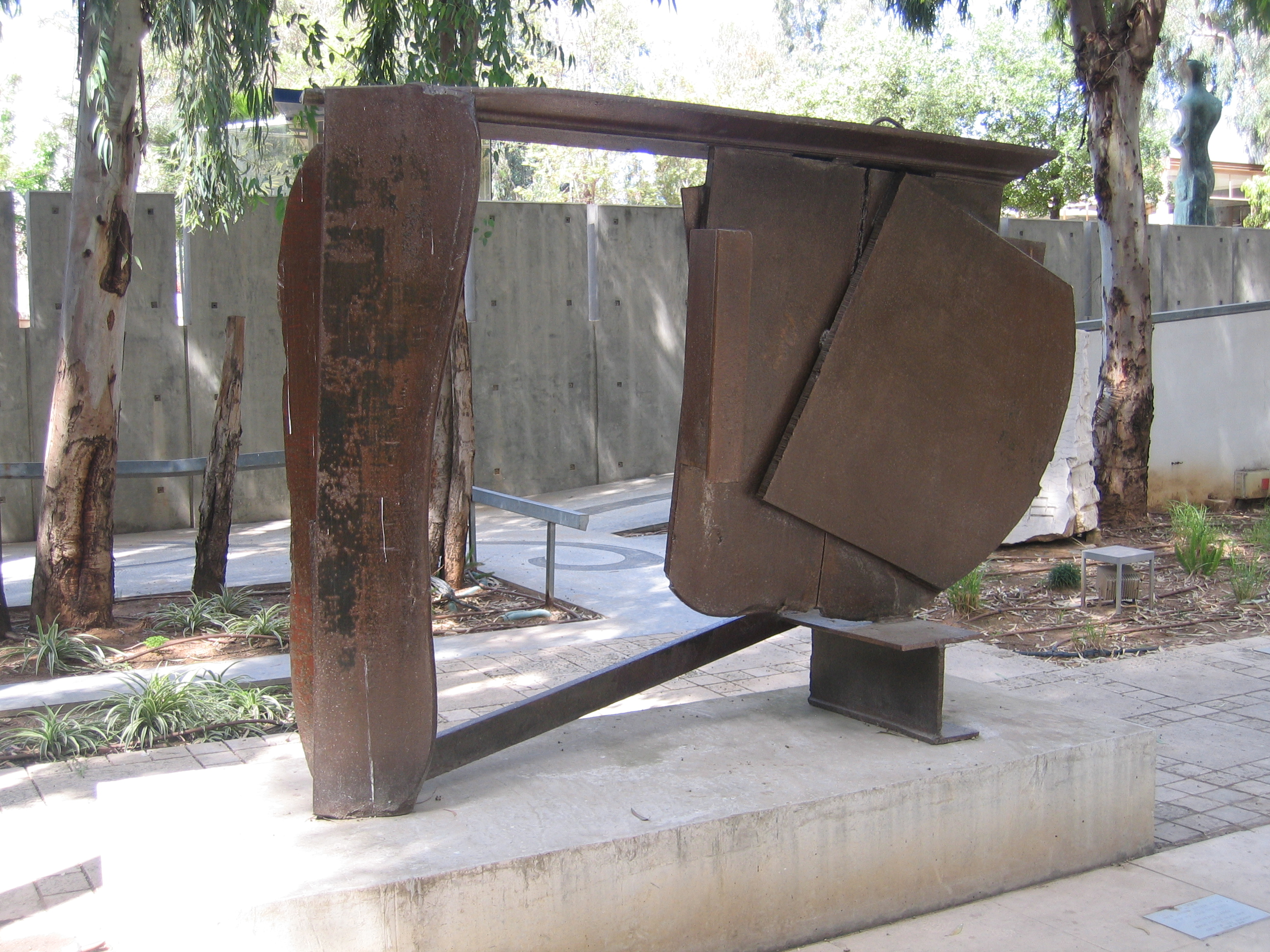
Black Cover Flat (1974) von Anthony Caro